# Кормозмішувач
Кормозмішувач - це машина, яка використовується для ретельного перемішування кормів і приготування якісної кормосуміші. Це потрібно, щоб худоба не могла поїдати корм вибірково. Найчастіше міксери, як ще називають кормозмішувачі, використовують для приготування монокорму. Тобто худобу (ВРХ, кози) годують цілий рік однією і тією ж кормосумішшю, періодично додаючи зміни до раціону. Кормозмішувачі бувають стаціонарні та пересувні. Пересувні кормозмішувачі використовують для роздачі кормової суміші на кормовий стіл чи в годівниці. Кормозмішувачі бувають напівпричіпні — агрегатуються з тракторами та самохідні. У випадку напівпричіпного кормозмішувача, фронтальний навантажувач завантажує різні види кормів в бункер кормозмішувача, або кормозмішувач завантажує себе сам. Самохідний кормозмішувач обладнаний системою самозавантаження - завантажувальний транспортер зі спеціальною фрезою, за допомогою якої, кормозмішувач, може самостійно завантажувати різноманітні корма (силос, сінаж, кормові добавки, картоплю, капусту,  і т. п.) в бункер. В бункері, завдяки спеціальним вертикальним шнекам, корм ретельно перемішується. Роздача кормової суміші відбувається через спеціальні заслінки по бокам бункеру, або ж завдяки горизонтальному транспортеру. 
Кормозмішувачі бувають різних модифікацій. Найчастіше використовуються кормозмішувачі з вертикальними шнеками і з горизонтальними лопастями.        Використовуються і самохідні машини. Найчастіше - це великі комплекси (ферми), або ж кооперації тваринників - об'єднання кількох власників з метою використання однієї машини на кілька господарств. Оскільки одна машина обслуговує кілька ферм, виключається необхідність використання кількох тракторів, змішувачів, навантажувачів, механізаторів, - всю роботу виконує одна машина.  [Архівовано 28 жовтня 2017 у Wayback Machine.]
За кордоном, наприклад у Франції, для обсуговування ферми, активно використовують роботів, тобто системи, які в автоматично готують, роздають та підгортають кормосуміш. 